# Lionnel Brinon
Lionnel Brinon, né le 8 octobre 1970 à Nouméa en Nouvelle-Calédonie, est un homme politique français. 
Membre de la liste L'Avenir en confiance et du parti Les Républicains calédoniens, il est élu à la Province sud et au Congrès de la Nouvelle-Calédonie depuis les dernières élections de 2019.

## Formation et concours
Lionnel Brinon est titulaire du brevet de technicien supérieur agricole (BTSA), option « protection des cultures », obtenu au lycée agricole La Brosse d'Auxerre en 1992, d'une licence de géographie obtenu à l'Université de la Nouvelle-Calédonie en 2005 et en 2006 d'un master en développement territorial et aménagement du territoire (DEVTAT) de l'Université de la Nouvelle-Calédonie.
En 2007, il réussit le concours d'ingénieur de la fonction publique de Nouvelle-Calédonie, option « protection des végétaux », et en 2017 il est promu au 3e grade de ce corps.
Il est également titulaire d'une certification en entomologie obtenue à Papeete, en phytopathologie et nématologie obtenue aux Fidji, et en expertise du café réalisée en Nouvelle-Calédonie.

## Carrière dans la fonction publique
Lionnel Brinon a commencé sa carrière dans la fonction publique néo-calédonienne comme chargé de la protection des végétaux relative au secteur agricole, à l’interface entre les organismes scientifiques, les techniciens et agriculteurs de la Province Sud entre 1993 et 2003 avant de devenir chargé d’étude auprès du directeur provincial du développement rural en matière d’analyse, de prospective et de conduite d’essais relatifs au domaine de la protection des végétaux jusqu'en 2006.
Par la suite, il devient notamment chef de service adjoint du service des études et du développement local, chef du département des études (DDR/SEDEL/DE) entre 2006 et 2008, puis chef du centre de régulation des gros gibiers (CREG/AICA) chargé du plan de contrôle interprovincial des cerfs et des cochons sauvages en Nouvelle-Calédonie entre 2008 et 2011.
Il est enfin directeur de l’Agence pour la prévention et l’indemnisation des calamités agricoles et naturelles (APICAN), établissement public de la Nouvelle-Calédonie, entre 2014 et 2018.

## Carrière politique
Militant loyaliste, c'est-à-dire opposé à l'indépendance de la Nouvelle-Calédonie, Lionnel Brinon débute dans le monde politique en étant, entre 2012 et 2014, conseiller spécial « ruralité et environnement » auprès du 2e vice-président de l'assemblée de la Province Sud, Pascal Vittori, alors militant du parti L'Avenir ensemble ainsi que délégué local du Nouveau Centre. Il devient alors, et jusqu'en 2018, l'un des principaux lieutenants de ce dernier. Il est ensuite collaborateur au cabinet de Sonia Backès, membre du Gouvernement de la Nouvelle-Calédonie chargée de la gestion des questions agricoles et de ruralité, entre juin et août 2014.
Il est depuis 2014 conseiller municipal d'opposition à La Foa, commune rurale de la Côte Ouest de la Grande Terre. Il avait été la tête de la liste « La Foa, l’évolution partagée », alors investie par L'Avenir ensemble, arrivée deuxième - loin derrière la maire sortante Calédonie ensemble Corine Voisin, réélue dès le premier tour - avec un résultat de 17 % des suffrages exprimés.
En 2015, il devient un des membres fondateurs du mouvement politique Tous Calédoniens, alors créé par Pascal Vittori. Il en est, jusqu'en 2018, le secrétaire général. Dans le même temps, en 2017, il est le directeur de campagne de Pascal Vittori aux législatives dans la 2e circonscription (correspondant à la « Brousse »). Mais, en désaccord avec la décision prise par celui-ci après ce scrutin de s'allier avec Calédonie ensemble du député réélu Philippe Gomès et Le Rassemblement-LR du sénateur Pierre Frogier, il adhère en mai 2018 au mouvement Les Républicains calédoniens créé quelques mois plus tôt par Sonia Backès.
Lors des élections provinciales du 12 mai 2019, il devient élu de l'assemblée de la Province Sud et du Congrès de la Nouvelle-Calédonie, en 16e position sur la liste de L'Avenir en confiance tirée par Sonia Backès et regroupant Les Républicains calédoniens au Rassemblement désormais dirigé par Thierry Santa et au Mouvement populaire calédonien (MPC) alors conduit par Gil Brial. Elle arrive assez nettement en tête du scrutin, avec 40,59 % des suffrages exprimés dans la province et 20 élus sur les 40 à pourvoir, soit le meilleur score réalisé par une liste depuis les élections de 1999. L'Avenir en confiance devient également la première force du Congrès, avec 18 élus sur 54. 
Désormais l'un des principaux responsables de la politique agricole de la nouvelle majorité, il devient président de la commission de l’Agriculture et de la Pêche du Congrès depuis 2019, ainsi que président de l'Office de commercialisation et d'entreposage frigorifique (OCEF), vice-président de l’Agence rurale, vice-président de l’Institut agronomique calédonien (IAC), adminstrateur de l’Agence de développement rural et d'aménagement foncier (ADRAF), administrateur de la Société d’économie mixte Mwé Ara, des collèges de Bourail et de La Foa.
Incarnant l'opposition municipale à La Foa, fief historique du chef de Calédonie ensemble et principal opposant à Sonia Backès au sein du camp non-indépendantiste, Philippe Gomès, il est désigné en décembre 2019 par la coalition L'Avenir en confiance pour mener une nouvelle fois une liste sous le nom « La Foa pour tous » aux élections municipales de 2020. Il articule sa campagne autour de quatre thèmes : la jeunesse (en prônant le développement des activités sportives et associatives destinées aux jeunes), le développement économique (en proposant la création d'un marché municipal couvert ouvert toute la semaine), la sécurité (avec l'installation de caméras de surveillance et la création d'une police municipale) et l'environnement (promettant la construction d'une unité de dessalement sur l'île Lebris ou des mesures pour la sauvegarde du lagon et des cours d’eau ainsi que des forêts)..

## Publications
- Lionnel BRINON (2006), Biosécurité en Nouvelle-Calédonie : Les GDON, un outil au service du contrôle des invasions biologiques en province Sud, Mémoire Master DEVTAT (2), Développement territorial et aménagement du territoire, 56 pages, Université de la Nouvelle-Calédonie.
- Lionnel BRINON (2005), Mesures phytosanitaires en Nouvelle-Calédonie : Analyse socioculturelles de l’opération d’éradication du bunchy-top du bananier en province Sud, Mémoire Master DEVTAT (1), Développement territorial et aménagement du territoire, 44 pages, Université de la Nouvelle-Calédonie.
- Lionnel BRINON, Danièle MATILE-FERRERO, Jean CHAZEAU (2004), « Extension et régression d'une cochenille nuisible aux graminées, introduite en Nouvelle-Calédonie, Heliococcus summervillei Brookes (Hemiptera, Pseudococcidae) ». Bulletin de la société entomologique de France, 109 (4): p. 425-428[10],[11].